# Ehlscheid
Ehlscheid est une municipalité du Verbandsgemeinde Rengsdorf-Waldbreitbach, dans l'arrondissement de Neuwied, en Rhénanie-Palatinat, dans l'ouest de l'Allemagne. C'est la ville d'origine de l'éminente famille américaine Rockefeller.